# Renata Pospiechová
Renata Pospiechová (* 12. prosince 1959) je česká spisovatelka, politička a učitelka. Mezi lety 2000–2008 působila jako krajská zastupitelka Moravskoslezského kraje (resp. Ostravského kraje). V roce 2013 vydala svou první knihu s názvem Čtyři ženy na cestách. V současné době[kdy?] působí jako soukromá učitelka jazyků ve Velkých Hošticích u Opavy.[zdroj?]

## Profesní život
Renata Pospiechová vystudovala na filozofické fakultě Univerzity Palackého v Olomouci obory bohemistika – germanistika. Po studiích vyučovala na základní škole ve Velkých Hošticích. V roce 1991 založila Soukromé dívčí lyceum tamtéž, které vedla až do roku 2002, kdy gymnázium zaniklo. Od roku 2003 soukromě vyučuje cizí jazyky, především angličtinu, němčinu a italštinu. Ve volbách v roce 2000 byla zvolena do krajského zastupitelstva Moravskoslezského kraje, kde hájila zájmy ODS. Ve volebním období 2004–2008 působila jako předsedkyně zahraničního výboru Moravskoslezského kraje.[zdroj?]
V roce 2013 vydala vlastním nákladem humorný román Čtyři ženy na cestách.